# Publications of the Astronomical Society of Japan
Publications of the Astronomical Society of Japan is een internationaal, aan collegiale toetsing onderworpen wetenschappelijk tijdschrift op het gebied van de astronomie. De naam wordt in literatuurverwijzingen meestal afgekort tot Publ. Astron. Soc. Jpn..
Het wordt uitgegeven door Astronomical Society of Japan en verschijnt tweemaandelijks.
Het eerste nummer verscheen in 1949.